# Elizabeth Lira
Elizabeth Lira Kornfeld (Santiago, 5 de abril de 1944) es una psicóloga que ha trabajado profesionalmente y como académica en el ámbito de los derechos humanos. Ejerció el cargo de decana de la Facultad de Psicología de la Universidad Alberto Hurtado durante los periodos 2014-2018 y 2018-2022. Fue reconocida con el Premio Nacional de Humanidades y Ciencias Sociales de Chile en el año 2017. Actualmente es la directora del Centro de Derechos Humanos de la Universidad Alberto Hurtado.  

## Una psicología al servicio de las víctimas de los derechos humanos
Estudió en el colegio Inmaculada Concepción de San Bernardo, luego Psicología en la Pontificia Universidad Católica de Chile. Se inició como investigadora en la Universidad Católica en el Centro de Estudios Agrarios, entre los años 1971-1973, de donde fue exonerada por razones políticas. Luego trabajó en el Programa O’Higgins y el Programa Interdisciplinario de Investigaciones en Educación (PIIE), entre 1974 y 1977. Trabajó en el INTA, Instituto de Tecnología de los Alimentos de la Universidad de Chile entre los años 1977 y 1980.
En el año 1977 se integró al equipo del Programa Médico Psiquiátrico de la Fundación de Ayuda Social de las Iglesias Cristianas (FASIC). Es en esta institución donde inició su trabajo con los familiares y las víctimas de las violaciones a los derechos humanos de la dictadura militar en Chile. Sobre su trabajo en el FASIC, recuerda: “Se trataba de personas torturadas de todas las clases sociales, de familiares de personas que fueron ejecutadas, de personas, especialmente mujeres, que buscaban infructuosamente a sus parientes cercanos que habían sido detenidos y de quienes se había perdido su rastro”.
Luego fue una de las fundadoras del Instituto Latinoamericano de Salud Mental y Derechos Humanos (ILAS), siendo su Directora Ejecutiva entre los años 1988 a 1994. En esta institución fue investigadora en temas de derechos humanos y salud mental.
En el año 1997 se integró al Instituto Latinoamericano de Doctrina y Estudios Sociales (ILADES), institución que fue el origen de la Universidad Alberto Hurtado. En esta universidad fue la directora del Centro de Ética, entre los años 2006 y 2013. En el año 2014 fue nombrada Decana de la Facultad de Psicología, cargo que mantuvo por dos periodos consecutivos hasta marzo de 2022.
En julio de 2022 se publicó en The Palgrave Biographical Encyclopedia of Psychology in Latin America una entrada con su biografía.

## Los derechos humanos: comisiones de Verdad y trabajo académico
El trabajo realizado en el FASIC y en el ILAS con las víctimas y familiares de las víctimas de graves atropellos a los derechos humanos la llevaron a integrarse a diversas iniciativas que se realizaron en Chile para realizar políticas de Justicia Transicional, como comisiones de Verdad y políticas de reparación. En esta labor fue miembro de la Mesa de Diálogo de Derechos Humanos entre los años 1999-2000. Miembro de la Comisión de Prisión Política y Tortura, conocida como Comisión Valech I, entre los años 2003 y 2005. Fue miembro Comité Asesor del Museo de la Memoria y los derechos humanos. Entre los años 2009 y 2011 fue nuevamente comisionada en la Comisión Asesora Presidencial para la Calificación de Detenidos Desaparecidos, Ejecutados Políticos y Víctimas de Prisión Política y Tortura 2010-2011, conocida como Comisión Valech II. Ambas comisiones Valech tuvieron por objetivo el dar a conocer un listado de personas que vivieron la prisión política durante la dictadura en Chile
Investigación académica, Derechos Humanos y los conflictos políticos en Chile
El trabajo realizado en el ILAS llevó a la profesora Elizabeth Lira a asesorar a distintas instancias latinoamericanas de reparación para las víctimas de las dictaduras en Latinoamérica. Entre 1992 y 1996 trabajó en El Salvador y entre 1999 y 2001 en Guatemala. En los últimos años ha estado trabajando con instituciones en Colombia, asesorando a organismos que trabajan los temas de Memoria y reparación a las víctimas de violaciones a los derechos humanos.
Desde su trabajo en el FASIC la académica Elizabeth Lira ha investigado sobre las consecuencias individuales y sociales de las violaciones a los derechos humanos, especialmente en relación con los efectos de la tortura y la traumatización,  así como las formas de intervención terapéutica con las víctimas. En ILADES inició un proyecto de investigación sobre la reconciliación política en Chile desde 1810 hasta 1994. La investigadora ha publicado junto al académico Brian Loveman varios libros que dan cuenta de este proceso. Su “trilogía” sobre la reconciliación política a lo largo de la historia de Chile, está compuesta por tres libros, estas investigaciones se inician con el libro “Las suaves cenizas del olvido. La vía chilena de reconciliación política 1814-1932”, luego “Las ardientes cenizas del olvido. La vía chilena de reconciliación política 1932-1994” y el libro “El Espejismo de la Reconciliación Política. Chile 1990-2002”. Como resultado complementario publicó los libros “Leyes de reconciliación en Chile: amnistías, indultos y reparaciones 1819-1999” y “Arquitectura Política y Seguridad Interior del Estado, Chile 1811-1990” en la serie Fuentes para la Historia de la República del centro de Investigaciones Diego Barros Arana de DIBAM. 
En esa misma serie se publicaron dos libros que reproducen instancias de establecimiento de “la verdad” después de conflictos políticos tales como la guerra civil de 1891 y la dictadura de Carlos Ibáñez del Campo. El libro sobre la “Acusación constitucional contra el último ministerio del Presidente de la República don José Manuel Balmaceda” reproduce los resultados de la comisión que buscó esclarecer las responsabilidades políticas de la guerra civil y el libro “Los actos de la dictadura. Comisión Investigadora 1931”, que reproduce la investigación sobre las actuaciones del Gobierno en relación con actos de corrupción y violación de derechos. Ambos libros dieron lugar a la publicación  “Historia, Política y Ética de la Verdad en Chile, 1891-2001. Reflexiones sobre la Paz social y la Impunidad” (2001). Posteriormente, en esta misma línea de investigación orientó su trabajo a investigar las políticas de reparación implementadas desde 1990 y publicó el libro “Políticas de Reparación Chile: 1990-2004”. 
Sobre esta investigación, la académica opinó: “La reconciliación que se proponía se fundaba en que las víctimas renegaran de la experiencia de haber sufrido violencia y abuso (y la olvidaran) y que muchos renegaran de sus ideas y proyectos sociales y políticos como si la paz social fuera el resultado del silencio de todas las víctimas y de todos los que de una u otra manera se identificaran con ellas”.1 La reconciliación política implica cerrar el conflicto asegurando la impunidad de todos los actos pasados: “como si no hubiera existido el dolor de miles, especialmente porque para muchos esas experiencias fueron traumáticas y por ello, imborrables. Si las víctimas reclamaban sus derechos, a juicio de diversos sectores, amenazaban la paz social. Si las víctimas reclamaban justicia, amenazaban la estabilidad y el cambio político alcanzado. ¿Cómo entender la propuesta de reconciliación política después de la represión y la muerte?”
En los últimos años su investigación se ha centrado en el análisis del rol de la justicia y el Poder Judicial en relación con los conflictos políticos en Chile, junto al académico Brian Loveman, publicaron el libro “Poder Judicial y Conflictos Políticos. Chile 1925-1958” en 2014 . En el año 2000 la académica publicó junto a Brian Loveman, los dos últimos tomos de la trilogía del libro Poder Judicial y Conflictos Políticos, publicando el Tomo II: Chile 1973-1990 y Tomo III: Chile 1973-1990, ambos libros de Editorial Lom.

## Centro de Derechos Humanos UAH
El 30 de noviembre en un acto en el Aula Magna de la Universidad Alberto Hurtado se inauguró el Centro de Derechos Humanos de esa casa de estudios. Un grupo de académicos se sumó a este centro con el objetivo de investigar cómo realizar docencia en el tema de los Derechos Humanos. 
La primera directora de esta institución es la académica Elizabeth Lira, quien explico los objetivos de este centro 

“parte de las aspiraciones que tenemos como Centro es contribuir a la formación de una nueva generación de académicos, académicas y profesionales que puedan beneficiarse de la fortaleza de un equipo de investigación dedicado a trabajar, desde sus disciplinas, el desafío de los DD. HH. en la convivencia democrática del país”.

## Libros publicados
- Recopilación de documentos de trabajo sobre exilio y retorno 1978-1982. (editora) Santiago: FASIC Programa Médico Psiquiátrico. Ediciones Signos de los tiempos. Edición privada, 1982.
- Psicoterapia y represión política. Coeditora y coautora con Eugenia Weinstein. México: Ed. Siglo XXI., 1984.
- Psicología, Justicia y Democracia, coautora con María Isabel Castillo. Santiago: Instituto para el Nuevo Chile.  ESIN 5.  Ed. Documentas, 1986.
- Trauma, duelo y reparación. Coeditora con E. Weinstein y María Eugenia Rojas. Santiago: Ed. Interamericana, FASIC, 1987.

- Derechos humanos: todo es según el dolor con que se mira. Editora y autora, vvaa. Santiago: Ediciones ILAS, 1989.
- Psicología de la Amenaza Política y del Miedo, coautora con María Isabel Castillo Santiago: Ed. ChileAmérica-CESOC, 1991.
- Psicología y Violencia Política en América Latina. Editora y autora. Vvaa. Santiago: Ediciones ILAS ChileAmérica-CESOC, 1994.
- Reparación, derechos humanos y salud mental. Editora y autora. Santiago: Ediciones ILAS ChileAmérica-CESOC, 1997.
- Subjetividad y Política. Diálogos en América Latina. Coeditora con Isabel Piper, vvaa, Santiago: Ediciones ILAS ChileAmérica CESOC, 1997.
- Las suaves cenizas del olvido. La vía chilena de reconciliación política 1814- 1932 coautora con Brian Loveman, Santiago: LOM. DIBAM, 1999. 2a. edición 2000.
- Las acusaciones constitucionales en Chile. Una perspectiva histórica, coautora con Brian Loveman, Santiago: LOM- FLACSO, 2000.
- Las ardientes cenizas del olvido. La vía chilena de reconciliación política 1932-1994, coautora con Brian Loveman, Santiago: LOM. DIBAM, 2000.
- Leyes de reconciliación en Chile: amnistías, indultos y reparaciones 1819-1999, coautora con Brian Loveman. Santiago: Universidad Alberto Hurtado, DIBAM, Centro de Investigaciones Diego Barros Arana. Serie Fuentes para la Historia de la República, VOL XVII, 2001.
- Arquitectura Política y Seguridad Interior del Estado, Chile 1811-1990, coautora con Brian Loveman, Santiago: Universidad Alberto Hurtado.  DIBAM.  Centro de Investigaciones Diego Barros Arana. Serie Fuentes para la Historia de la República. Volumen XIX, 2002.
- El Espejismo de la Reconciliación Política. Chile 1990-2002, coautora con Brian Loveman. Santiago: Editorial LOM DIBAM, Universidad Alberto Hurtado, 2002.
- Acusación constitucional contra el último ministerio del Presidente de la República don José Manuel Balmaceda, coautora con Brian Loveman, Santiago: Universidad Alberto Hurtado, DIBAM. Centro de Investigaciones Diego Barros Arana. Serie Fuentes para la Historia de la República. Vol. XXII, 2003.
- Políticas de Reparación Chile: 1990-2004, coautora con Brian Loveman. Santiago: LOM. DIBAM. Universidad Alberto Hurtado. 2005.
- Los actos de la dictadura. Comisión Investigadora 1931, coautora con Brian Loveman. Santiago: Universidad Alberto Hurtado, LOM. DIBAM. Centro de Investigaciones Diego Barros Arana. Serie Fuentes para la Historia de la República, Vol. XXVII, 2006.
- Historia, Política y Ética de la Verdad en Chile, 1891-2001. Reflexiones sobre la Paz social y la Impunidad, coautoría con B. Loveman, Tony Mifsud, S. J. y Pablo Salvat. Santiago: Universidad Alberto Hurtado. LOM, 2001.
- Libertad Sindical y Derechos Humanos, coeditora con Hugo Rojas. Santiago: LOM. OIT. Universidad Alberto Hurtado. DIBAM, 2009.
- Poder Judicial y Conflictos Políticos. Chile 1925-1958 coautora con Brian Loveman. tomo I. Santiago: LOM. Universidad Alberto Hurtado, 2014.
- Lecturas de Psicología y Política. Crisis política y daño psicológico, Santiago: Colectivo chileno de Trabajo Psicosocial. E. Lira Editora. Reedición en Ediciones Universidad Alberto Hurtado, 2017, del libro del mismo nombre editado en 1982 con seudónimos y sin pie de imprenta.
- Poder Judicial y Conflictos Políticos. Chile 1958-1973 coautora con Brian Loveman. tomo II. Santiago: LOM. Universidad Alberto Hurtado, 2020.
- Poder Judicial y Conflictos Políticos. Chile 1973-1990 coautora con Brian Loveman. tomo III. Santiago: LOM. Universidad Alberto Hurtado, 2020.
- Los campesinos “exonerados de la tierra”. Leyes y políticas de reparación y clientelismo político en Chile, coautora con Brian Loveman. Santiago: DER Ediciones, 2021.
- Violaciones a los Derechos Humanos en América Latina, editado junto a Marcela Cornejo y Germán Morales. Ediciones Universidad Alberto Hurtado, 2023.

## Artículos académicos
- Psicología de la amenaza política y el miedo

- El testimonio de experiencias políticas traumáticas: terapia y denuncia en Chile (1973-1985)

- Chile Verdad, Reparación y Justicia: el pasado que sigue vivo en el presente

- Derechos humanos: todo es según el dolor con que se mira Archivado el 13 de septiembre de 2016 en Wayback Machine.

- Psicología, Ética y Seguridad Nacional: El Rol de los Psicólogos

- Legado de las violaciones de derechos humanos: políticas de verdad, justicia, reparación y memoria en Chile, 1990-2007

- Políticas de Olvido, Resistencias de la Memoria y Ética de los Investigadores

- La "familia chilena" y las violaciones de derechos humanos intervención en la Mesa de Diálogo

- Algunas Reflexiones a Propósito de los 40 Años del Golpe Militar en Chile y las Condiciones de la Reconciliación Política Archivado el 17 de enero de 2019 en Wayback Machine.

- Notas sobre ética, investigación social y derechos humanos

- Sentidos e importancia del acopio de información sobre el terrorismo de Estado en Chile

## Filmografía
| Año  | Título                              | Rol        | Notas                   | Ref.  |
| ---- | ----------------------------------- | ---------- | ----------------------- | ----- |
| 1988 | La Tortura, un instrumento político | Ella misma | Cortometraje documental | [ 8 ] |